# تشاد وولف
تشاد وولف (بالإنجليزية: Chad Wolf)‏ هو مسؤول أمريكي، ولد في 1976 في جاكسون في الولايات المتحدة.